# The Fixer (canción de Pearl Jam)
«The Fixer» es el primer sencillo del álbum Backspacer de la banda estadounidense Pearl Jam, la música fue compuesta por Matt Cameron, Mike McCready y Stone Gossard. Fue lanzada mundialmente el 22 de junio de 2009 en la página de la banda, posteriormente el video fue lanzado el 26 de agosto de 2009,el cual fue producido por Brendan O'Brien.

## Nominación al Grammy
Esta canción fue nominada a los premios Grammy 2009, en la categoría de mejor canción rock, en la que compitió con: "I'll Go Crazy If I Don't Go Crazy Tonight" de U2, "21 Guns" de Green Day, "Use Somebody" de Kings of Leon y "Working On A Dream" de Bruce Springsteen.
- Datos: Q1582205